# Robert Egnell
Claes Robert Egnell, född 7 april 1975 i Uppsala domkyrkoförsamling i Uppsala län, är en svensk ledarskapsforskare och professor. Egnell är sedan 1 april 2019 rektor vid Försvarshögskolan.

## Biografi
Robert Egnell disputerade vid Department of War Studies vid King's College London år 2008 på en avhandling om civil-militär samverkan inom irreguljär krigföring. Egnell har även en magisterexamen i litteraturvetenskap från Uppsala Universitet.
Egnell har tidigare varit förste forskare vid Totalförsvarets forskningsinstitut (FOI) där han fokuserade på fredsfrämjande insatser, afrikansk säkerhet och civil-militära relationer. Dessförinnan var han assisterande lektor vid Universitetet i Dar es Salaam, Tanzania där han undervisade internationella relationer, statskunskap och konflikthantering. Mellan 2016 och 2019 var Egnell institutionschef vid institutionen för säkerhet, strategi och ledarskap vid Försvarshögskolan. I mars 2019 beslutade regeringen att utnämna Egnell som ny rektor för Försvarshögskolan från och med 1 april 2019 med ett förordnande till 31 mars 2025.
Egnell är reservofficer och har bland annat tjänstgjort i den första svenska bataljonen i Kosovo (KS01).
Han har skrivit flera böcker inom krigsvetenskap och angränsande ämnen, bland annat om genus och organisationsförändringar, civilmilitära relationer, fredsinsatser och kontraspionage.
Robert Egnell invaldes som ledamot av Kungliga Krigsvetenskapsakademien 2022.